# Аноа’й, Рено
Рено Аноа’й  (англ. Reno Anoa'i) — американский рестлер, член семьи Аноа’й. Известен по выступлениям в итальянском промоушне Nu-Wrestling Evolution под именем Черная Жемчужина (англ. Black Pearl).

## Карьера рестлинге
Рено учился у своего дяди Афы. Он начал выступать в 2002 году под именем Рено Чёрная Жемчужина. Он выступал в калифорнийском промоушене Empire Wrestling Federation и в Пенсильвании в промоушне World Xtreme Wrestling как Чёрная Жемчужина.
В 2005 году, Рено отправился Италию и присоединился к своему кузену Рикиши в Nu-Wrestling Evolution. В NWE Рено принимает аристократический образ, становится известен как «Граф Калифорнии». 25 ноября 2005 года в Неаполе, он выиграл турнир и стал первым чемпионом NWE в тяжелом весе. 7 декабря 2006 года он проиграл свой титул Вампиро в Парто.
Участвовал в Hulkamania: Let The Battle BeginTour в ноябре 2009 года.
В настоящее время Аноа’й совместно с Рикиши является владельцем и тренером академии рестлинга KnokXPro, расположенной в Лос-Анджелесе, Калифорния.

## Личная жизнь
Как член семьи Аноа’й, он является двоюродным братом рестлеров Ёкодзуны (1966—2000), Рикиши, Умаги (1973—2009) и Романа Рейнса.

## В рестлинге
- Завершающие приемы
  - Перл Джем (СТО)

## Титулы и достижения
- Nu-Wrestling Evolution
  - Чемпион мира NWE в тяжелом весе(1 раз)[5]